# Милан Јовановић (професор гимназије)
Милан Јовановић "Баба" (Ириг, 29. септембар 1849 - Нови Сад, 14. јул 1935) био је професор Српске православне велике гимназије у Новом Саду, књижевник и преводилац.

## Образовање
Основну школу завршио је у Иригу, два разреда Реалне гимназије у Сремској Митровици (1861-1863), трећи и четврти разред у Карловачкој гимназији, а вишу гимназију у Новом Саду (1865-1869). Као питомац Текелијанума студирао право у Пешти (1869-1873). Пријатељ с којим је две године делио собу (8. разред гимназије у Новом Саду и 1. универзитетске године у Пешти) био је Лазар Томановић.

## Професор гимназије
По завршетку студија почиње да ради у Српској гимназији у Новом Саду. Цео радни век провео је у гимназији - од 1873. до пензионисања 1916. године. И у пензији хонорарно држао часове у Женској гимназији (1919-1924). Предавао је историју и географију, а по потреби и филозофију, математику, француски и латински језик. Био је омиљен код ђака, који су га од милоште звали Бáба.

## Учешће у политичком и културном животу
Још у младости је био активан у друштвеном животу и политици. Био је припадник последње генерације Уједињене омладине српске пре него што је забрањена (1871). По политичком опредељењу био је присталица Светозара Милетића, а након раскола у Српској народној слободоумној странци приклонио се радикалној струји. Подржавао је Јашу Томића, а након његове смрти Главни одбор Радикалне странке.
У Матици српској је 1880. изабран у Књижевно одељење. Оцењивао рукописе који су стизали на расписане конкурсе, писао беседе, пригодне и посмртне говоре. Награђен је из Накиног фонда за превод четири Цицеронова говора против Катилине, који су прво објављени у Летопису Матице српске, а касније у сепарату (1883). За почасног члана Матице изабран је 1930. године.
У Летопису Матице српске, Застави и другим листовима публиковао је многобројне расправе, приказе, чланке из историје, актуелне књижевне продукције, историје књижевности, као и географије. Написао је и неколико уџбеника за средње школе из историје и географије, а неке од уџбеника је превео са мађарског.
Као члан Друштва за Српско народно позориште превео је више позоришних комада са мађарског, немачког и француског језика. Једно време је био начелник и секретар Друштва.
Активно учествовао у раду Српске читаонице као члан Управног одбора и потпредседник.
У првом браку са Маријом имао је три кћери (Виду, Смиљу и Даницу) и два сина (Доброслава и Станоја). У другом браку са Анђом имао је два сина - Ненада и Далибора.
Сахрањен је у породичној гробници на Алмашком гробљу у Новом Саду.